# Kaitangata
Kaitangata is een plaats in de regio Otago op Zuidereiland van Nieuw-Zeeland, 10 kilometer ten zuidoosten van Balclutha.
Kaitangata's is bekend vanwege de kolenindustrie. Een van de eerste grote rampen van Nieuw-Zeeland vond plaats in een kolenmijn bij Kaitangata, toen deze ontplofte en het leven kostte aan 34 mijnwerkers. Dit gebeurde op 21 februari 1879.
In 1972 sloot de laatste kolenmijn. Er is nog wel dagbouw.

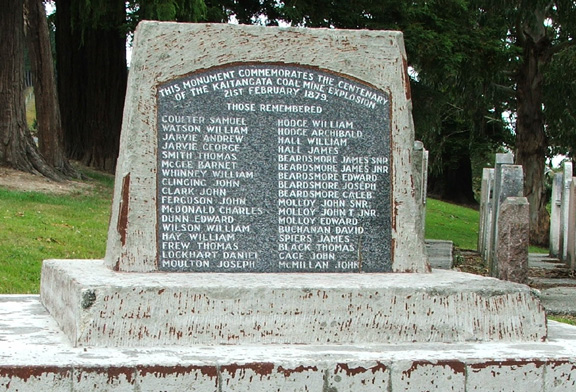
Gedenksteen voor de mijnramp van 1879